# Pogorzałka (Basses-Carpates)
Pour les articles homonymes, voir Pogorzałka.
Pogorzałka est une localité polonaise de la gmina de Jeżowe, située dans le powiat de Nisko en voïvodie des Basses-Carpates.